# Успенська селищна рада
Успенська селищна рада — колишній орган місцевого самоврядування в ліквідованому Лутугинському районі Луганської області. Адміністративний центр — селище міського типу Успенка.

## Загальні відомості
Успенська селищна рада утворена в 1938 році. Ліквідована у 2020 році. Водоймища на території, підпорядкованій даній раді: річка Вільхівка, Успенське водосховище.

## Населені пункти
Селищній раді підпорядковані населені пункти:
- смт Успенка
- с-ще Мирне

## Склад ради
Рада складається з 30 депутатів та голови.

### Керівний склад попередніх скликань
| ПІБ                            | Основні відомості                                                              | Дата обрання | Дата звільнення |
| ------------------------------ | ------------------------------------------------------------------------------ | ------------ | --------------- |
| Слінкіна Ніна Петрівна         | Селищний голова, 1950 року народження, позапартійна                            | 26.03.2006   | 31.10.2010      |
| Іскрук Володимир Олександрович | Селищний голова, 1963 року народження, освіта середня спеціальна, безпартійний | 31.10.2010   |                 |

Примітка: таблиця складена за даними джерела